# Lebozán (Lalín)
Lebozán (oficialmente Santiago de Lebozán) es una parroquia española del municipio de Lalín, perteneciente a la provincia de Pontevedra, en la comunidad autónoma de Galicia.

## Historia
Hacia mediados del siglo XIX, el lugar, ya por entonces perteneciente a Lalín, tenía contabilizada una población de 155 habitantes. Aparece descrito en el décimo volumen del Diccionario geográfico-estadístico-histórico de España y sus posesiones de Ultramar de Pascual Madoz con las siguientes palabras:

LEBOZÁN (Santiago): felig. en la prov. de Pontevedra, (8 leg.), part. jud. y ayunt. de Lalin (2), dióc. de Orense: sit. en una quebrada de la falda sept. del monte Testeiro, donde tiene origen uno de los brazos del r. Asneiro: reinan todos los vientos, y el clima es sano. Comprende las ald. de Carrofeito, Castiñeira, Espiño, Hermida, Lebozán y Samprizon que reunen unas 30 casas. La igl. parr. (Santiago) es aneja de la de San Pedro de Espiñeira. Confina el térm. N. Lodeiro; E. Sanguñedo; S. Espiñeira, ayunt. de Irijo en la prov. de Orense, y O. Zobra. El terreno participa de monte y llano, y es de mediana calidad. Atraviesan por el término distintos caminos locales, y el que desde Santiago va á la prov. de Orense, todos en mal estado. prod.: algun trigo, bastante centeno, maiz, patatas, legumbres, algunas frutas y pastos; hay ganado vacuno, lanar y cabrio, y caza de varias especies. pobl.: 31 vec., 155 alm. contr. con su ayuntamiento. (V.)
(Madoz, 1847, p. 108)

En 2022, tenía empadronados 89 habitantes.